# Hellas-Express
Der Hellas-Express war ein Fernzug, der von 1963 bis 1988 zwischen Dortmund und Athen verkehrte sowie bis 1989 noch zwischen München und Athen. Er war die erste Verbindung nach dem Zweiten Weltkrieg, die speziell auf den Verkehr zwischen der Bundesrepublik Deutschland und Griechenland zugeschnitten war. Zuvor war die griechische Hauptstadt mit dem Tauern-Express und dem Simplon-Orient-Express erreichbar gewesen, die primär dem Verkehr auf den Relationen zwischen Paris bzw. den Häfen der Kanalküste und Südosteuropa dienten. Der Hellas-Express bewältigte seinen knapp 3000 km langen Laufweg in circa 50 Stunden. Während der über vier Jahrzehnte währenden deutschen Teilung gab es keinen anderen regelmäßig verkehrenden Zug, der von Westdeutschland aus einen noch weiter entfernten Ort erreichte.

## Zuglauf

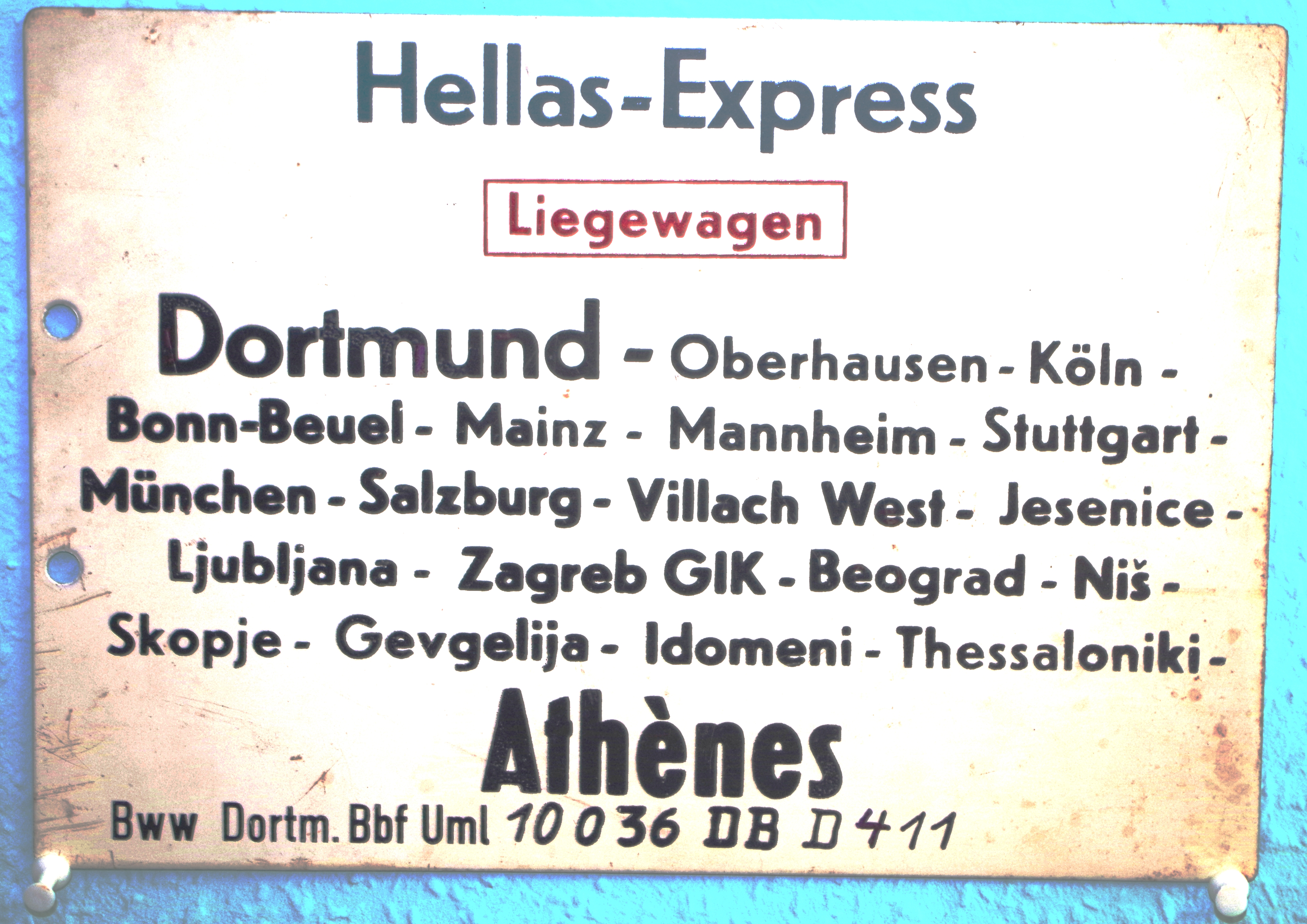
Zuglauf 1969

Konstant über all die Jahre hinweg fuhr der Zug über folgende Route: Dortmund – Duisburg – Köln – Mainz – Mannheim – Stuttgart – München – Salzburg –  Villach – Ljubljana – Zagreb – Belgrad – Niš – Skopje – Thessaloniki – Athen. Feinheiten wie z. B. die Benutzung der linken oder rechten Rheinstrecke oder der zeitweise eingelegte kleine Umweg über Oberhausen änderten sich im Laufe der Jahre.
Der Zug wurde gemeinsam von der Deutschen Bundesbahn, den Österreichischen Bundesbahnen (ÖBB), den Jugoslawischen Eisenbahnen (JŽ) und der Griechischen Staatsbahn (OSE) betrieben.

## Vorgeschichte
Nach dem Zweiten Weltkrieg wurde das aus den Luxuszügen der Belle Époque hervorgegangene transeuropäische Fernzugnetz auch im Bereich Deutschlands sukzessive wieder aufgebaut. So wurde der 1951 neu eingeführte Tauern-Express von Oostende über Köln und München nach Belgrad 1953 bis Athen verlängert, womit sich erstmals seit Kriegsende wieder eine Direktverbindung zwischen Deutschland und Griechenland ergab.
In den Sommerfahrplänen 1958 bis 1961 erscheint der Tauern-Express als Fernschnellzug F 153/154 mit täglichen Sitzwagen nach Athen sowie einem Schlafwagen, der viermal pro Woche von Oostende nach Athen und zweimal pro Woche von München über Thessaloniki nach Istanbul geht. (Die preiswerten Liegewagen waren damals gerade erst neu eingeführt und daher seltener anzutreffen als die deutlich komfortableren Schlafwagen; das Häufigkeitsverhältnis kehrte sich später um.) Außerdem ist 1958 bis 1961 ein Schnellzug D 263/264 Jugoslavia-Express mit täglich verkehrenden Sitzwagen zwischen Den Haag und Athen (sowie weiteren Zielen) verzeichnet.
Ab Sommer 1962 wurde die bisherige Verbindung Niederlande – Griechenland durch den D 251/252 Austria-Express übernommen, sie begann deshalb nunmehr in Hoek van Holland statt Den Haag.

## Einführung
Mit dem Sommerfahrplan 1963 wurde das Zugangebot in Richtung Balkan neu strukturiert. Anstelle der Schlafwagen im Tauern-Express wurde ein eigenes neues Zugpaar geschaffen (zunächst nur mit Sitzwagen): D 455/456 Hellas-Express von Dortmund (ab 14.32 Uhr MEZ) nach Athen (an 18.19 Uhr OEZ) und zurück. (Zugnummern in Österreich: Ex 158/159, in Jugoslawien: A D/D A (Zugbezeichnung nach Start- und Zielort), in Nordgriechenland: 411/412, südlich Thessaloniki: 11/12.)
Diese Fahrt von insgesamt 50 Stunden 47 Minuten beinhaltete zwei Übernachtungen im Zug: eine im Raum Österreich, die andere in Südjugoslawien/Nordgriechenland. Der neue Hellas-Express lag zeitlich etwa 6 Stunden vor (bzw. in Richtung Norden nach) dem weiterhin verkehrenden Austria-Express. Im Kapitel „Neuerungen und Änderungen – Jahresfahrplan 1963/64“ kündigte das Amtliche Kursbuch zum Hellas-Express an:

„Neuer aufnahmefähiger Zug für Gastarbeiter und Touristen nach Jugoslawien und Griechenland mit äußerst günstigen Verkehrszeiten in West- und Südwestdeutschland, Jugoslawien und Griechenland. Das Zugpaar verkehrt im Sommerabschnitt täglich und soll den ständig überfüllten und verspätungsanfälligen ‚Austria-Express‘ sanieren. Es führt Sitzwagen 1. 2. Klasse Dortmund – Athen und Speisewagen auf den Tagesstrecken.“

Laut Kursbuch 1963 betrug die Entfernung zwischen Dortmund und Athen 2948 km, davon 2051 km außerhalb Deutschlands, er war damit der längste durch Deutschland verkehrende internationale Zuglauf. Zum Vergleich: Der im selben Jahr verkehrende Langstreckenzug D 105/106 Aachen – Moskau legte insgesamt nur 2569 km zurück. Nachdem dieser Zug von Moskau über Aachen hinaus unter dem Namen Ost-West-Express bis Paris verlängert wurde, verlängerte sich sein Laufweg auf 2992 km. Er löste damit den Hellas-Express als Rekordhalter ab. Der Hellas-Express fuhr im Winterfahrplan 1964/65 (und vermutlich auch im Winter 1963/64) nur bis Ende Oktober und ab Anfang April (jeweils täglich) sowie an acht einzelnen Tagen kurz vor Weihnachten. Ab 1965 entfiel die Winterpause.

## Wagenarten
Die Wagen des Hellas-Express wurden von den beteiligten Betreiberbahnen bereitgestellt. Dabei wurden in der zweiten Wagenklasse auch Abteile mit bis zu acht Sitzplätzen angeboten. Ab 1964 führte der Hellas-Express im Sommer von Dortmund bis Ljubljana auch Liegewagen, 1965 wurde der sommerliche Liegewagen bis Pula verlängert und ein ganzjähriger Schlafwagen München – Athen (zweimal pro Woche) eingeführt. Bis zum Sommer 1968 (in Deutschland nunmehr unter der Zugnummer D 916/917) hatte sich das Angebot zu Sitzwagen Dortmund – Athen und Liegewagen München – Athen verändert, der Schlafwagen war entfallen. Der Winterfahrplan 1970/71 verzeichnet zusätzlich einen inzwischen hinzugekommenen Liegewagen Dortmund – Zagreb – Ploče (an der Südspitze Kroatiens). 1971 erhielt der Zug schließlich die international einheitliche Nummer D 410/411, die er bis zu seinem Ende behielt, und der Liegewagen nach Ploče entfiel wieder. (In Jugoslawien wurde die Nummer erst später von AD/DA auf 410/411 umgestellt.)
Zum Sommerfahrplan 1976 wurde im Hellas-Express erstmals ein Liegewagen von Dortmund aus eingeführt, aber zunächst nur bis Thessaloniki, außerdem wieder (zweimal wöchentlich) ein Schlafwagen München – Athen. Erst ab Sommer 1977 wurde ein durchgehender Liegewagen Dortmund – Athen angeboten. Dieser wurde bis zur Einstellung des Dortmunder Astes 1988 beibehalten, ebenso der Münchner Schlafwagen, wobei dessen Verkehrstage im Laufe der folgenden Jahre immer wieder schwankten: zwischen einmal pro Woche und täglich.

## Entwicklung und Begrenzung des Andrangs
Zum Hellas-Express findet sich im Winterkursbuch 1964/65 erstmals ein Hinweis auf rege Nachfrage:
- Vom 16. bis 24. XII. für Reisende über Jesenice hinaus in der 1. Klasse platzkartenpflichtig und in der 2. Klasse zulassungskartenpflichtig.

Das Sommerkursbuch 1965 vermerkt (gleichlautend für alle vier damals verkehrenden Fernzüge Richtung Balkan):
- Zu Zeiten starken Gastarbeiterverkehrs in den Sitzwagen nur beschränkt aufnahmefähig, das zugehörige Kurswagenverzeichnis:
- Vorzugsweise für den Gastarbeiterverkehr von und nach dem Balkan

Das Sommerkursbuch 1968 (in diesem Jahr begann/endete der Zug in Köln statt Dortmund) enthält diese Fußnoten:
- in Richtung Süden: Im grenzüberschreitenden Verkehr platzkartenpflichtig und nur für Reisende nach Bulgarien, Griechenland und der Türkei zugelassen. Im innerdeutschen Verkehr nur beschränkte Platzzahl.
- in Richtung Norden: Hält auf deutschen Bahnhöfen nur zum Aussteigen. Für innerdeutschen Verkehr nicht zugelassen.

Ab spätestens 1970 erschienen in den deutschen Aushangfahrplänen und Kursbüchern die folgenden Hinweise:
- in Richtung Süden: Hält auf DB-Bahnhöfen nur zum Zusteigen, platzkartenpflichtig für Reisende nach dem Ausland; Zug dient vorrangig dem Verkehr nach den Balkanländern
- in Richtung Norden: Hält nur zum Aussteigen; internationaler Reisezug mit langem Laufweg; mit normaler Pünktlichkeit und dem üblichen Komfort kann nicht gerechnet werden

Diese Hinweise hielten sich fast wörtlich über viele Jahre; insbesondere der letztgenannte wurde auch unter Nichteisenbahnern bekannt und zum geflügelten Wort, wenn auch nicht immer korrekt zitiert. Die Fahrplanzeiten des Hellas-Express änderten sich im Laufe der Jahre immer wieder, die Grundkonzeption mit zwei Übernachtungen unterwegs blieb jedoch konstant. Mit dem Sommerfahrplan 1979 entfiel der Hinweis zu langem Laufweg, Pünktlichkeit und Komfort. Der Zug hielt in Richtung Norden in Deutschland jedoch weiterhin nur zum Aussteigen und genoss auch ohne diesen Hinweis unter Reisenden den Ruf, dass mit mehrstündiger Verspätung zu rechnen sei.
Der Hellas-Express benötigte seinerzeit für die Fahrt von Dortmund nach München (11:19 bis 21:19 Uhr) genau zehn Stunden. Heute fährt ein ICE die gleiche Distanz in unter sechs Stunden.

## Niedergang und Einstellung

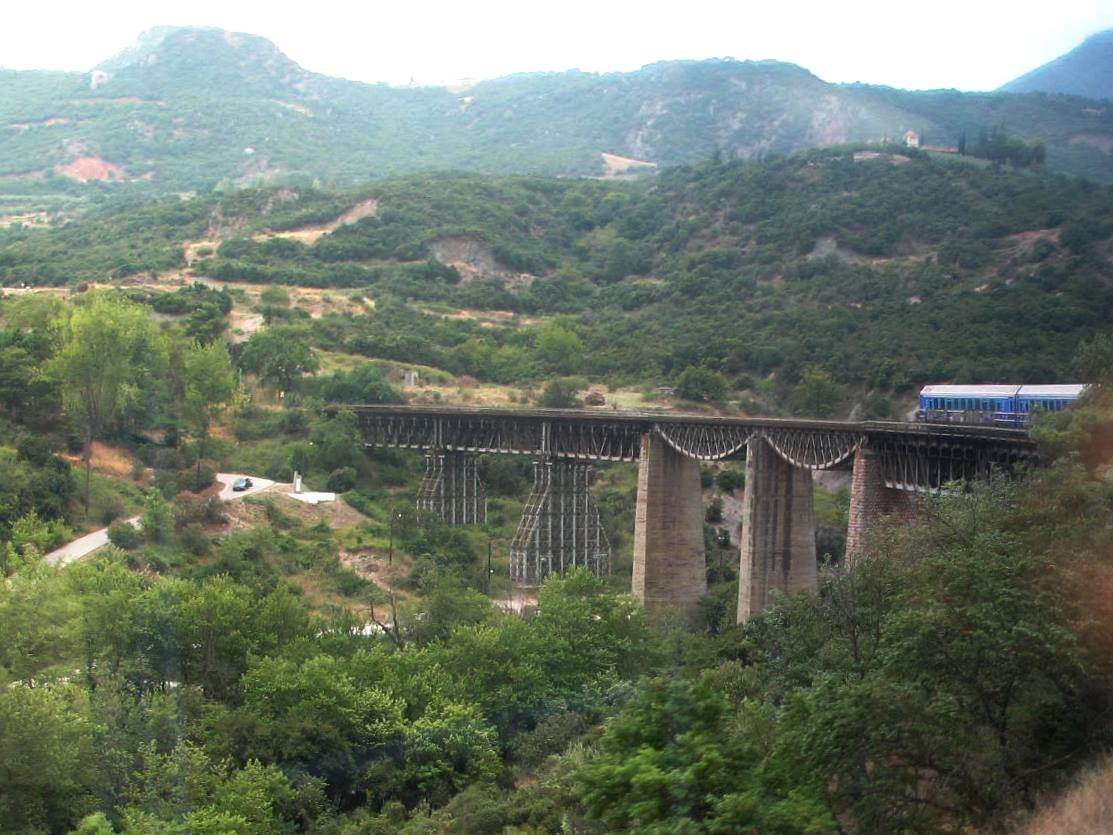
Gorgopotamos-Brücke, aus dem Schnellzug Athen – Thessaloniki fotografiert

Im Winterfahrplan 1982/83 wurde der Hellas-Express, offenbar aufgrund zurückgehender Nachfrage außerhalb der Sommersaison, erstmals mit einem weiteren Zug zusammengelegt, dem Istanbul-Express – zunächst nur für den Zeitraum Ende September bis Ende März, obwohl der Winterfahrplan damals grundsätzlich bis Ende Mai galt. In den folgenden Winterfahrplänen wurde diese Zusammenlegung dann für die komplette Winterfahrplanperiode betrieben. Auf diese Weise gelangten die Rheinstrecke und das Ruhrgebiet den Winter über zu einer Direktverbindung nach Istanbul, welche während der Sommerfahrpläne nicht bestand, da dann der Hellas-Express weiterhin allein verkehrte und der Istanbul-Express wie bisher in München begann/endete. Ab September 1987 allerdings verkehrte der Hellas-Express (der Name wurde unabhängig von den Zusammenlegungen bis 1989 beibehalten) während der Winterfahrplanperioden – also immerhin zwei Drittel des gesamten Jahres – nur noch bis/ab München.
Im Sommerfahrplan 1988 verkehrte der Hellas-Express schließlich das letzte Mal zwischen Dortmund (ab 11.22) und Athen (an 14.26) und zurück; die Fahrzeit betrug also immer noch 50 Stunden und 4 Minuten. Im folgenden Winterabschnitt verkehrte der Zug nochmals von/bis München, mit Ablauf des Winterfahrplans am 27. Mai 1989 verschwand der Name Hellas-Express aus den deutschen Kursbüchern. Während der Sommerfahrpläne 1989 und 1990 erhielten die großen Städte zwischen Dortmund und München anstelle des Hellas-Express mit dem dann bis Dortmund verlängerten D 294/295 Jugoslavia-Express nochmals eine Direktverbindung Richtung Balkan, doch auch diese wurde (nördlich von München) am 30. September 1990 eingestellt und nicht wieder aufgenommen.
Der Hellas-Express wurde während seines Bestehens von Interrailern, mitteleuropäischen Urlaubern und südosteuropäischen Gastarbeitern genutzt. Zu Beginn und Ende der Sommer- und Weihnachtsferien verkehrten noch Ende der 1980er-Jahre teilweise mehrere (ebenfalls reservierungspflichtige) Entlastungszüge pro Tag, da der Hellas-Express alleine den Andrang nicht aufnehmen konnte. (Manche der Entlastungszüge endeten schon in Thessaloniki oder Skopje.) Auf der anderen Seite war die Auslastung außerhalb der Ferienzeiten während der kühleren Monate immer weiter zurückgegangen.

## Nachfolgerzüge

### Der „Attika“
Direkter Nachfolger des Hellas-Express auf selber Route und in ähnlicher Zeitlage, also weiterhin mit zwei Übernachtungen zwischen München und Athen, war der Qualitätszug Attika. Das Kursbuch Sommer 1989 kündigt hierzu an:

„23.) D 1211 / 1210 neu Attika: Anstelle des im Sommerabschnitt entfallenden Hellas-Express Dortmund – Athen wird nun dieses komfortablere Zugpaar D 1211 / 1210 als Schlaf- und Liegewagenzug von München nach Athen gefahren.
Im Vergleich zu der ehemaligen Verbindung mit D 411 / 410 Hellas-Express verkürzen sich die Reisezeiten zwischen München und Athen um 4 Stunden 46 Minuten und in der Gegenrichtung um 3 Stunden 43 Minuten.
Zusätzlich wird dieses Zugpaar erstmals eine saisonierte Autotransportmöglichkeit München-Ost – Thessaloniki montags bzw. Thessaloniki – München-Ost  sonntags und München-Ost – Athen sonntags und Athen – München-Ost mittwochs anbieten.
Fahrplan: D 1211 München Hbf ab 19.24 – (...) – Athènes an 6.00 / D 1210 Athènes ab 23.00 – (...) – München Hbf an 8.44“

Zur Komplettierung des Zugangebots zwischen Deutschland und Griechenland verkehrte bereits seit 1967 der Akropolis, und zwar mit morgendlicher Abfahrt in München bzw. Athen, so dass nur eine einmalige Übernachtung im Zug erfolgte und sehr viel Zeit tagsüber verbracht wurde. Der Fahrplan lautete z. B. im Sommer 1988 (D 290/291): München ab 8.14 Uhr – Athen an 23.06 Uhr, was einer Gesamtzeit von knapp 38 Stunden entspricht. Der Hellas-Express brauchte für dieselbe Strecke im selben Jahr knapp 40 Stunden. Im Unterschied zum Hellas-Express fuhr der Akropolis nicht über Niš, sondern über Kosovo Polje.
Mit dem Jahresfahrplan 1991/92 änderte sich dies ab Juni 1991. Der Akropolis wurde eingestellt, der Schlaf- und Liegewagenzug Attika verkehrte nunmehr ganzjährig (und bekam daher die neue Nummer D 210/211) und ersetzte somit den Winter über den langsamen Hellas-Istanbul-Express. Mit nur einer Übernachtung im Zug gelangte man nun also nicht mehr von München nach Athen, ebenso wenig per Sitzwagen. Da der Reisendenandrang zu bestimmten Zeiten jedoch für einen einzigen Zug zu groß war, wurde während der Schulferien zweimal pro Woche ein Entlastungszug D 1210/1211 vorgesehen, der etwa eine halbe Stunde versetzt zum Attika zwischen München und Athen verkehrte und nur Liegewagen führte. Außerdem entfielen vom Juni 1991 an sowohl beim Attika als auch bei seinem saisonierten Entlastungszug sämtliche Verkehrshalte zwischen Österreich und Griechenland. Der Zug war zwar weiterhin durch das bereits von Krisen gezeichnete Jugoslawien geplant, sollte dort aber nur noch für innerbetriebliche Zwecke ohne Fahrplanveröffentlichung halten.

### „Hellas-Express“ zwischen Budapest und Athen
Mit dem Ende des in Deutschland startenden Hellas-Istanbul-Express wurde der Name zum Juni 1991 wieder frei. Daher wurde von da an der Zug 334/335 von Athen über Belgrad und Subotica nach Budapest mit dem Traditionsnamen Hellas-Express versehen. In Budapest bestand Anschluss nach München. Dieser „ungarische“ Hellas-Express verkehrte ungefähr bis zum Jahr 2008.

### Einstellung aufgrund der Jugoslawienkriege

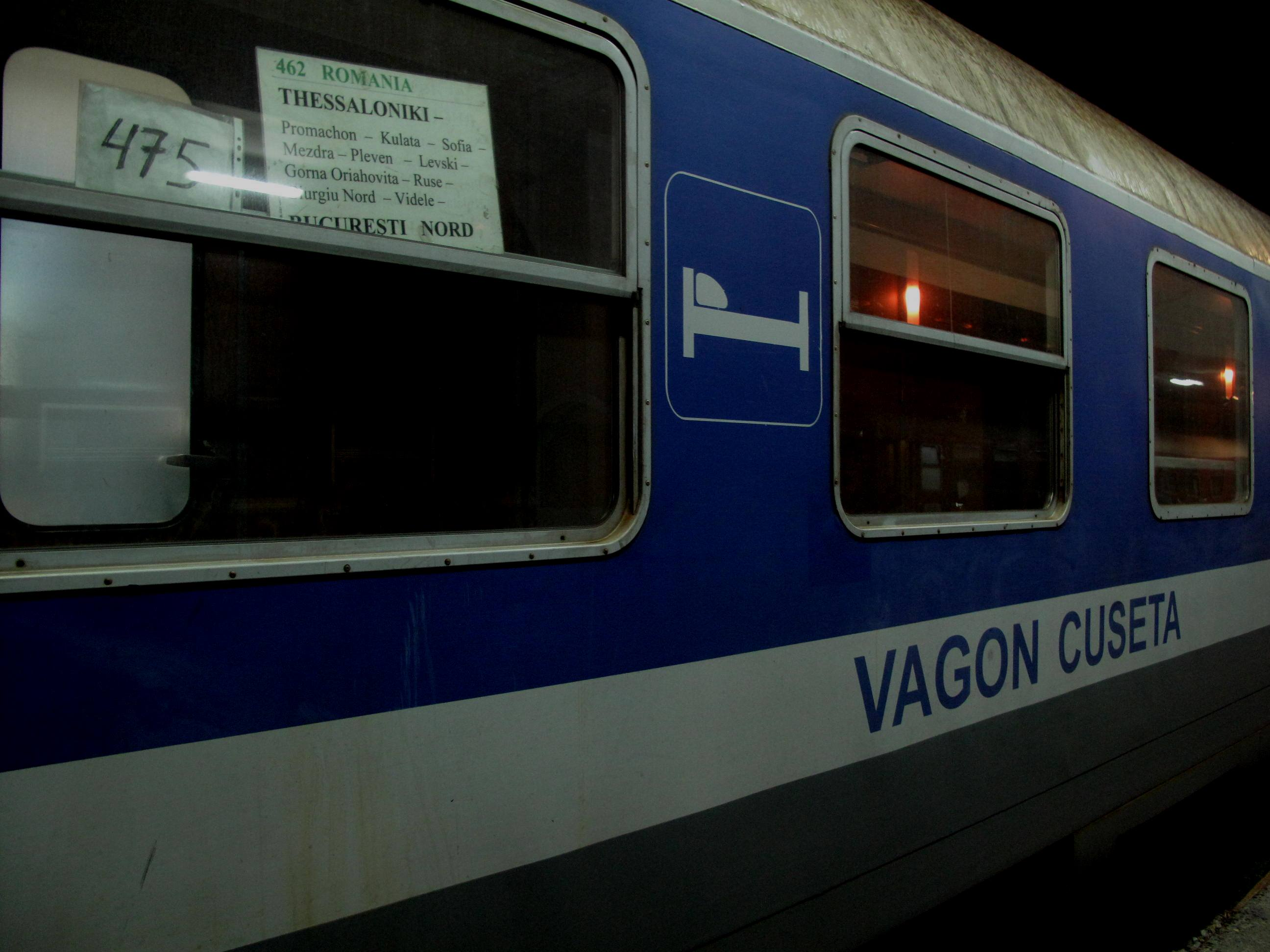
DB-Touristik-Liegewagen aus den 1960er-Jahren, der an die rumänische Staatsbahn CFR verkauft und 2009 im Nachtzug 462 von Thessaloniki über Sofia nach Bukarest eingesetzt wurde

Die Jugoslawienkriege führten schrittweise zur Einstellung aller durchgehenden Züge von Mitteleuropa nach Griechenland und der Türkei. Der am 31. Mai 1992 in Kraft getretene Jahresfahrplan 1992/93 der DB sah zwischen München und Athen nur noch den Attika vor, nun laut Kursbuch wieder mit einigen Verkehrshalten in Jugoslawien, darunter Belgrad, Niš und Skopje:

„Aufgrund der politischen Lage in Jugoslawien wurden die Laufwege und Verkehrstage zunächst nur für den Zeitraum bis 26. September festgelegt. Die Fahrplandaten für den anschließenden Zeitraum werden später bekanntgegeben.
Bis zum 26. September 1992 sind täglich folgende Züge vorgesehen:
- EC 11 / 10 Mimara, München – Zagreb
- D 211 / 210 Attika, München – Athen
- D 293 / 292 Skopje-Istanbul-Express, München – Belgrad – Istanbul, mit Kurswagen nach Niš
- D 297 / 296 Mostar-Dalmacija, München – Ploče, mit Kurswagen nach Rijeka, Split und Vincovci

Alle übrigen bisher durchgehenden Züge in dieser Relation fallen aus.
“

Für den Jahresfahrplan 1992/93 (31. Mai 1992 bis 22. Mai 1993) sind die Angaben zum Laufweg des Attika widersprüchlich. Während es Quellen gibt, die Thessaloniki – Idomeni – Gevgelija – Skopje – Niš – Belgrad – Subotica – Kelebia – Budapest – Wien – Salzburg angeben und sogar von einem Kurswagen Athen – Budapest – Prag – Berlin sprechen, nennt das DB-Heft "Schlaf-/Liegewagenfahrplan" einen Laufweg über Belgrad – Novi Sad – Bruck a. d. Leitha – Wien-Hütteldorf sowie statt des Kurswagens lediglich einen separaten Zug Bukarest – Budapest – Prag – Berlin.
Am 23. Mai 1993 trat der Jahresfahrplan 1993/94 in Kraft; das entsprechende Kursbuch vermerkt in der Tabelle D 4/2 jedoch: „Auslandsabschnitt ist teilweise nicht bearbeitet“. Die Tabelle enthält den erwähnten Hellas-Express 335 mit Laufweg Budapest – Belgrad – Athen, allerdings nur in dieser einen Richtung, sowie in beiden Richtungen den Schlaf- und Liegewagenzug D 210/211 Attika, der täglich bis Mitte Oktober und ab Ende März fahren sollte und dazwischen dreimal pro Woche. Er trägt eine Fußnote „über Hegyeshalom – Subotica – Gevgelija; ohne Halt in Ungarn und Jugoslawien, nur für Reisende von/nach Griechenland zugelassen“ und weist zwischen Wien und dem griechischen Grenzbahnhof Idomeni keine Verkehrshalte aus, dafür aber eine etwa zwei Stunden längere Fahrzeit als bisher – offenbar wegen des kriegsbedingten Umwegs.
Wann der Attika wirklich zum letzten Mal zwischen Deutschland und Griechenland gefahren ist, ist nicht genau bekannt. Zeitweise soll er sogar einen Umweg über Budapest und Bukarest genommen haben.
Das DB-Kursbuch des Jahresfahrplans 1994/95 (gültig ab 29. Mai 1994) verzeichnet erstmals keinen Direktzug mehr zwischen Deutschland und Griechenland. Enthalten ist hingegen eine Verbindung mit Umsteigen in Wien. Von Wien aus fuhr um 19.05 Uhr ein Zug 347 nach Budapest (an 22.38 Uhr), welcher laut DB-Fahrplan Kurswagen von Wien nach Athen mitführte (angeblich nur Sitzwagen). In Budapest startete um 0.30 Uhr der bereits erwähnte Hellas-Express 335 über Belgrad nach Athen, wo er um 6.30 Uhr eintraf – man verbrachte also wieder zwei Nächte und einen Tag im Zug, falls diese Verbindung wirklich so gefahren wurde, denn die Tabelle trägt erneut den Vermerk „Auslandsabschnitt teilweise nicht bearbeitet“. Der Jahresfahrplan 1995/96 zeigt allerdings dieselbe Situation (bis auf eine 10 Minuten spätere Ankunft in Athen), was darauf hindeutet, dass diese Verbindung zumindest zeitweise tatsächlich bestanden hat. (Die genannten Angaben gelten auch für die Gegenrichtung; hierbei sind die Zugnummern um Eins niedriger.)
Mit Beginn des Sommerfahrplans am 2. Juni 1996 wurde jedoch (laut DB-Kursbuch) auch die durchgehende Verbindung Wien–Athen aufgegeben; stattdessen verkehrte der Hellas-Express 335/334 nur noch von Budapest (nun 11.00 Uhr) nach Thessaloniki (an 9.55 Uhr), so dass auf dem Weg nach Athen mehrmaliges Umsteigen erforderlich wurde. Die Zeit des „alten“ Hellas-Express war damit endgültig vorbei. Auch der „neue“ (Ungarn-) Hellas-Express wurde nach einigen Jahren eingestellt. Im Sommer 2009 gab es von Griechenland aus nur noch Züge von Thessaloniki über Sofia nach Bukarest sowie über Skopje nach Belgrad; durchgehende Verbindungen von Athen ins Ausland gab es entgegen den damals aushängenden und im Internet veröffentlichten Fahrplänen nicht mehr.
2017 verkehrte der Zug 334/335 Hellas noch täglich über Nacht zwischen Belgrad und Thessaloniki, welcher den traditionsreichen Namen vom Hellas-Express und die Zugnummer 334/335 des „ungarischen“ Hellas-Express übernommen hat. Vor der zwischenzeitlichen Einstellung des gesamten internationalen Verkehrs von/nach Griechenland 2011–2014 verkehrten zeitweise auch Kurswagen der MÁV mit diesem Zug von/nach Thessaloniki. Der Zug bestand aus einem mazedonischen Liegewagen sowie einem mazedonischen und zwei serbischen Sitzwagen. 2017 bestand allerdings Schienenersatzverkehr zwischen dem mazedonischen Grenzort Gevgelija und Thessaloniki, da die Bahnstrecke auf der griechischen Seite gesperrt war.
Seit Ausbruch der Corona-Pandemie verkehrt kein Nachtzug mehr zwischen Belgrad und Thessaloniki bzw. kein internationaler Verkehr von/nach Nordmazedonien und Griechenland.

### Private Nachfolgeangebote
Diese Lücke im Angebot der (ehemaligen) Staatsbahnen rief allerdings private Betreiber auf den Plan. So wurde spätestens 2007 der so genannte Optima Express ins Leben gerufen, ein Autoreisezug zwischen Villach und Thessaloniki, der allerdings seit ungefähr 2010 nur noch zwischen Villach und dem türkischen Grenzbahnhof Edirne verkehrt. Der Versuch eines weiteren privaten Unternehmens (ETEX Euroturk Express), einen Autoreisezugverkehr zwischen Bonn-Beuel und Cerkezköy bei Istanbul aufzubauen, führte zwar am 24. Juli 2011 zu einem gut ausgelasteten Premierenzug (5 ÖBB-Liegewagen, 2 Gesellschaftswagen und 7 Autotransportwagen), verlief jedoch letztlich nach kurzer Zeit wieder im Sande.
2011 wurde zudem im Zuge von Sparmaßnahmen der griechischen Staatsbahn OSE der gesamte grenzüberschreitende Eisenbahnpersonenverkehr von und nach Griechenland vorübergehend eingestellt. Im Mai 2014 wurde dieser mit Zugläufen von Thessaloniki nach Sofia, Skopje und Belgrad wieder aufgenommen. Als Alternative zu den Umsteigeverbindungen über den Balkan bietet sich weiterhin die recht zügige Bahnfahrt entlang der italienischen Adria bis Brindisi oder Bari an, von wo aus u. a. Fährverbindungen nach Patras (Peloponnes) bestehen.